# جامعه‌شناسی تاریخی
جامعه‌شناسی تاریخی (به انگلیسی: Historical sociology) شاخه‌ای از جامعه‌شناسی است که به چگونگی توسعه جوامع در طول تاریخ می‌پردازد. جامعه‌شناسی تاریخی در پی آن است که چگونه ساختارهای اجتماعی که بسیاری آن را طبیعی می‌دانند، به وسیلهٔ فرایندهای اجتماعی پیچیده شکل گرفته‌اند.
ساختار به نوبه خود به نهادها و سازمان‌ها شکل می‌دهد و آن‌ها نیز بر جامعه اثر می‌گذارند، و در نتیجه بر طیف وسیعی از پدیده‌ها، از تعصب جنسیتی و نابرابری در درآمد گرفته تا جنگ. جامعه‌شناسی تاریخی معاصر بر موضوعاتی همچون چگونگی توسعه دولت از قرون وسطی تا کنون، تجزیه و تحلیل روابط میان دولت‌ها، طبقه‌ها، نظام‌های اقتصادی و سیاسی متمرکز است.

## نویسندگان
- رندال کالینز
- نوربرت الیاس
- میشل فوکو
- جان ای. هال
- کارل پولانی
- مایکل مان
- کارل مارکس
- تدا اسکاچپول
- چارلز تیلی
- ایمانوئل والرشتاین
- ماکس وبر
- امیل دورکهیم
- شموئل نواح آیزنشتاد

## پی‌نوشت‌ها
1. ↑  Deflem, Mathieu. 1997. "On the Methodology of Historical Sociology: Scattered Notes